# 美臀魚
美臀魚（学名：Lepidopygopsis  typus）为輻鰭魚綱鯉形目鲤科美臀魚屬的其中一種，分布於亞洲印度喀拉拉省，體長可達25公分，棲息在山地溪流及湖泊。